# 25-мм противотанковая пушка образца 1934 года (SA-L)
25-мм противотанковая пушка образца 1934 года (фр. canon de 25 mm semi-automatique modèle 1934) — французская противотанковая пушка, разработанная фирмой Hotchkiss и применявшаяся французской и другими армиями во время Второй мировой войны.

## История создания
К началу 1920-х годов руководство французской армии пришло к мнению, что пробивная способность снарядов пехотной 37-мм пушки TRP недостаточна для борьбы с современными танками. В 1926 году фирма «Гочкисс» (Hotchkiss) предложила военному ведомству самостоятельно разработанный образец новой пушки, впоследствии принятой на вооружение под обозначением canon de 25 mm semi-automatique modèle 1934 (обычно сокращаемого до canon de 25 mm S.A. Mle 1934 или canon de 25), где аббревиатура S.A. — semi-automatique, означала полуавтоматическая.
В 1937 году арсеналом «Пюто» (Puteaux) была разработана новая, облегчённая модификация — canon de 25 mm S.A.-L Mle 1937, где буква «L» означала leger — «лёгкая». Массу данного орудия удалось снизить с 475 до 310 кг. Внешне орудие отличалось изменённой формой щита и дульного тормоза с пламегасителем, изменёнными колесами. Были так же доработаны затвор и спусковой механизм, что позволило повысить скорострельность. Само орудие, при стрельбе, приподнималось и устанавливалось на подножку, находящуюся под лафетом. Таким образом орудие фиксировалась на трёх точках: подножка и концы разведённых станин. Щит, в походном положении, мог складываться по половинкам вдоль ствола и фиксироваться в данном положении, чем лишал колеса возможности блокировки налипшей на них грязи.

## Описание конструкции

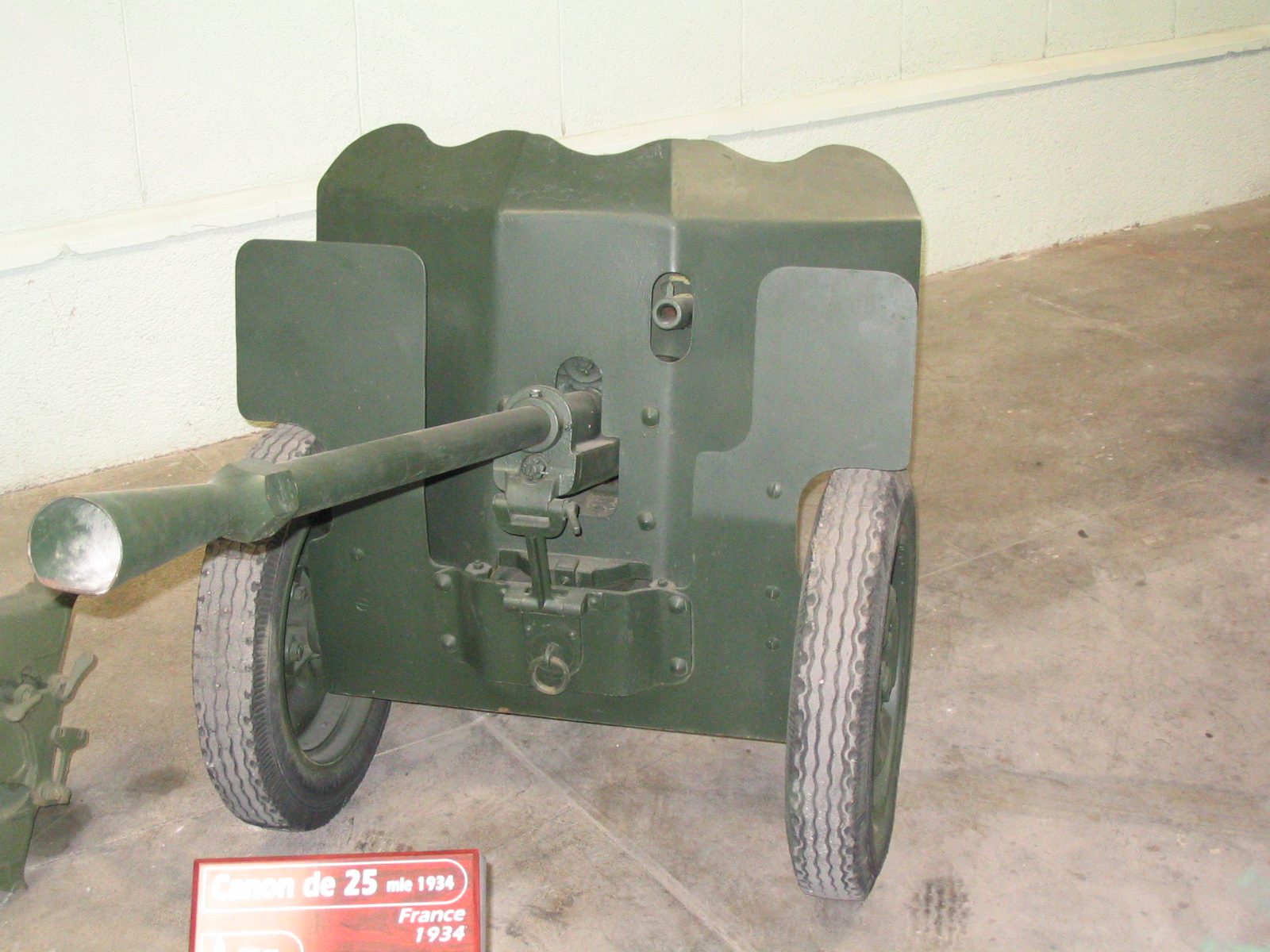
canon de 25 mm S.A. Mle 1934 в музее

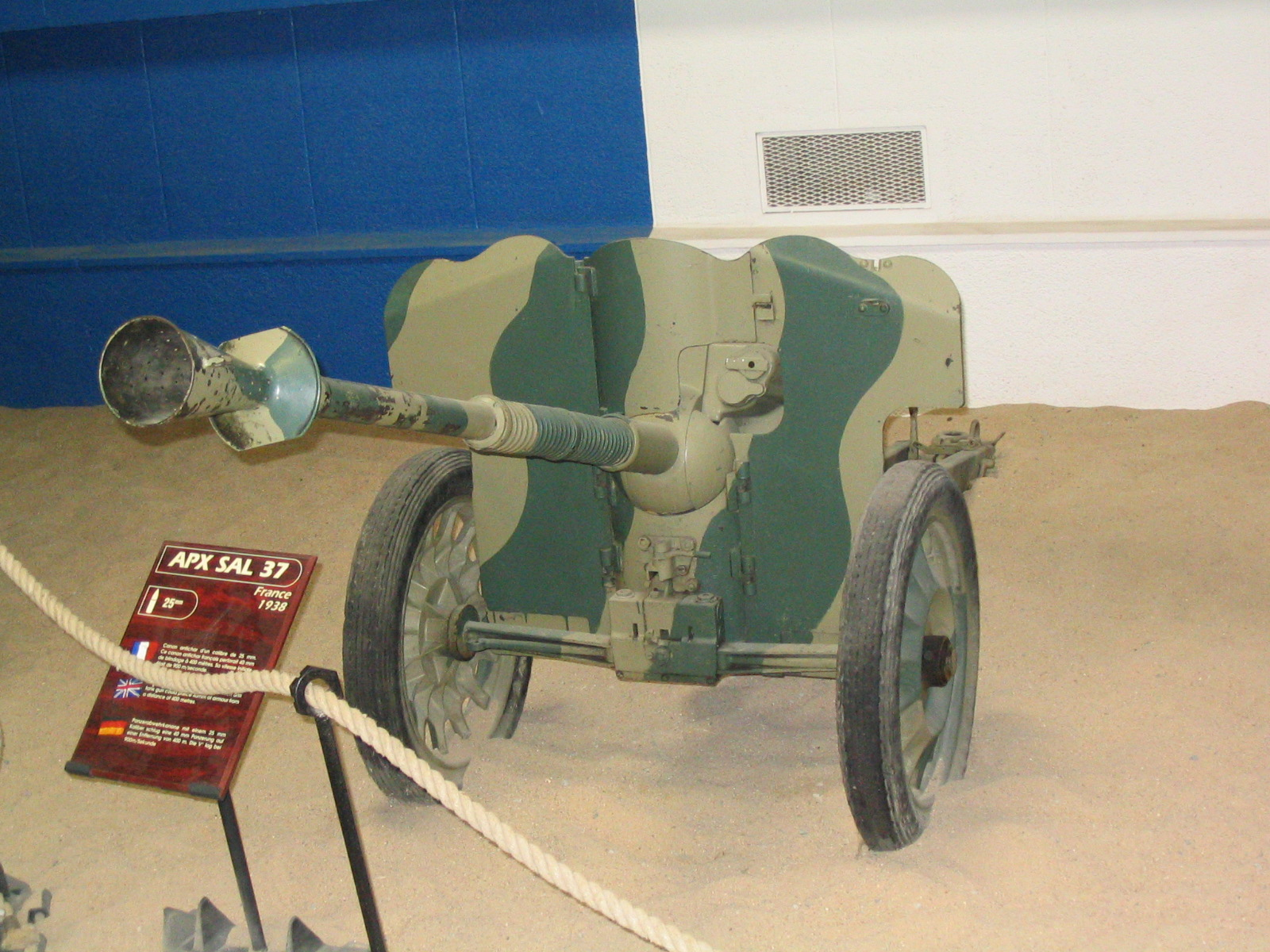
canon de 25 mm S.A.-L Mle 1937 в музее

Орудие отличалось малыми массой и размерами. Оно оснащалось небольшим щитом, который на значительной части площади был экранирован двумя дополнительными щитками, вынесенными вперёд. Верхняя часть щита имела волнообразную форму, облегчавшим маскировку орудия на местности. Кроме того, в последних целях, орудие оснащалось конусообразным пламегасителем. Лафет имел раздвижные станины и колеса на пневматиках. По полю боя пушку мог тягловым способом транспортировать расчёт из 6 человек, для чего оно оснащалось специальными лямками.
Орудие комплектовалось телескопическим прицелом L.711 с четырёхкратным увеличением и полем зрения в 10,13°. Градуировка прицельной сетки размечалась до дистанции в 3450 метров. В качестве резерва, использовался механический прицел, состоявший из мушки и целика, установленных на телескопическом прицеле. Регулируемая прицельная планка механического имела четыре положения на дальность в 400, 600, 800 и 1000 метров.
По принципу действия, пушка была полуавтоматической — затвор после выстрела открывался автоматически, выбрасывая гильзу, закрытие затвора, после заряжания, производилось вручную. Данный затвор обеспечивал пушке высокую скорострельность — от 15 до 25 выстрелов в минуту.
Боеприпасы

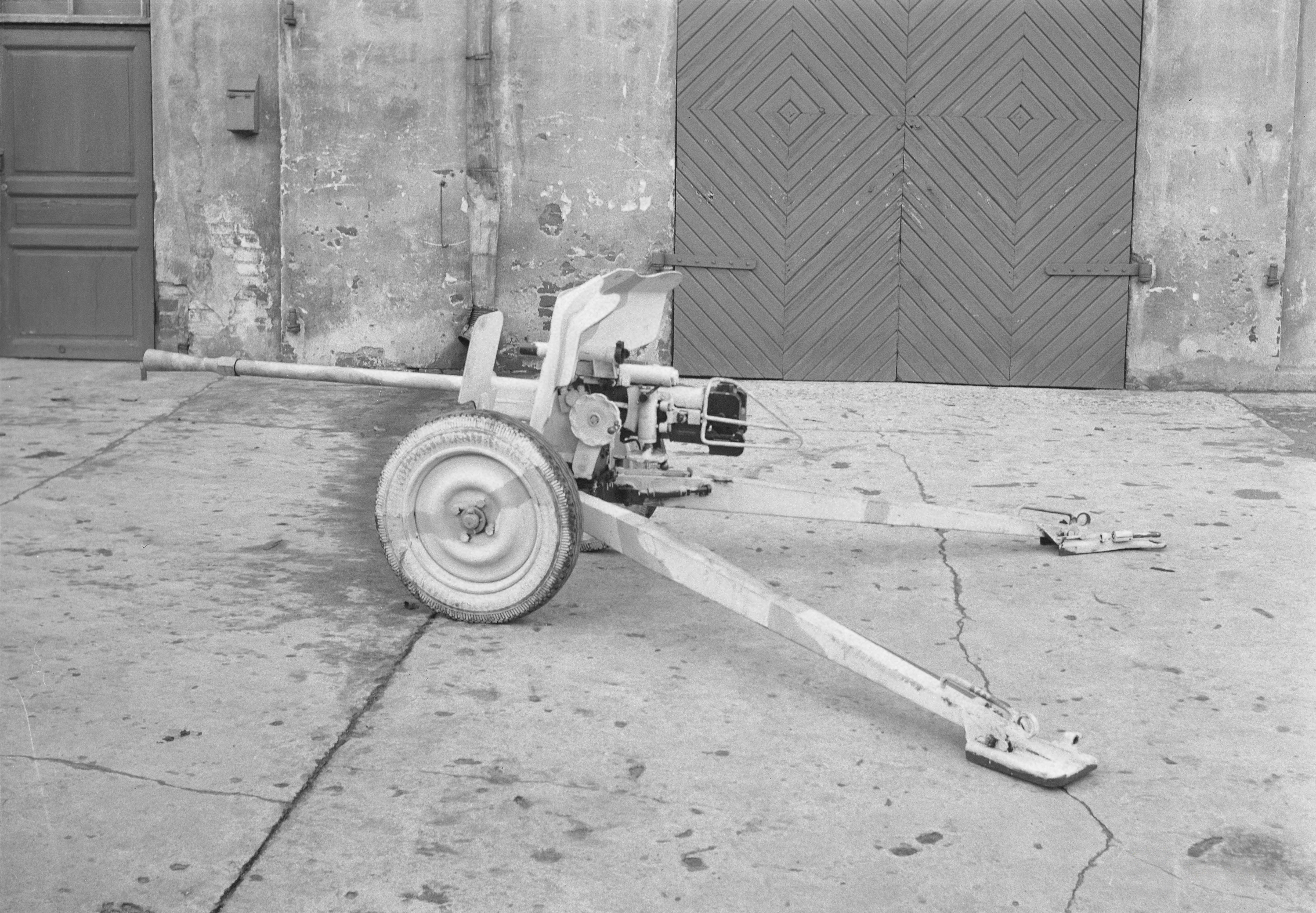
финская 25 PstK/34

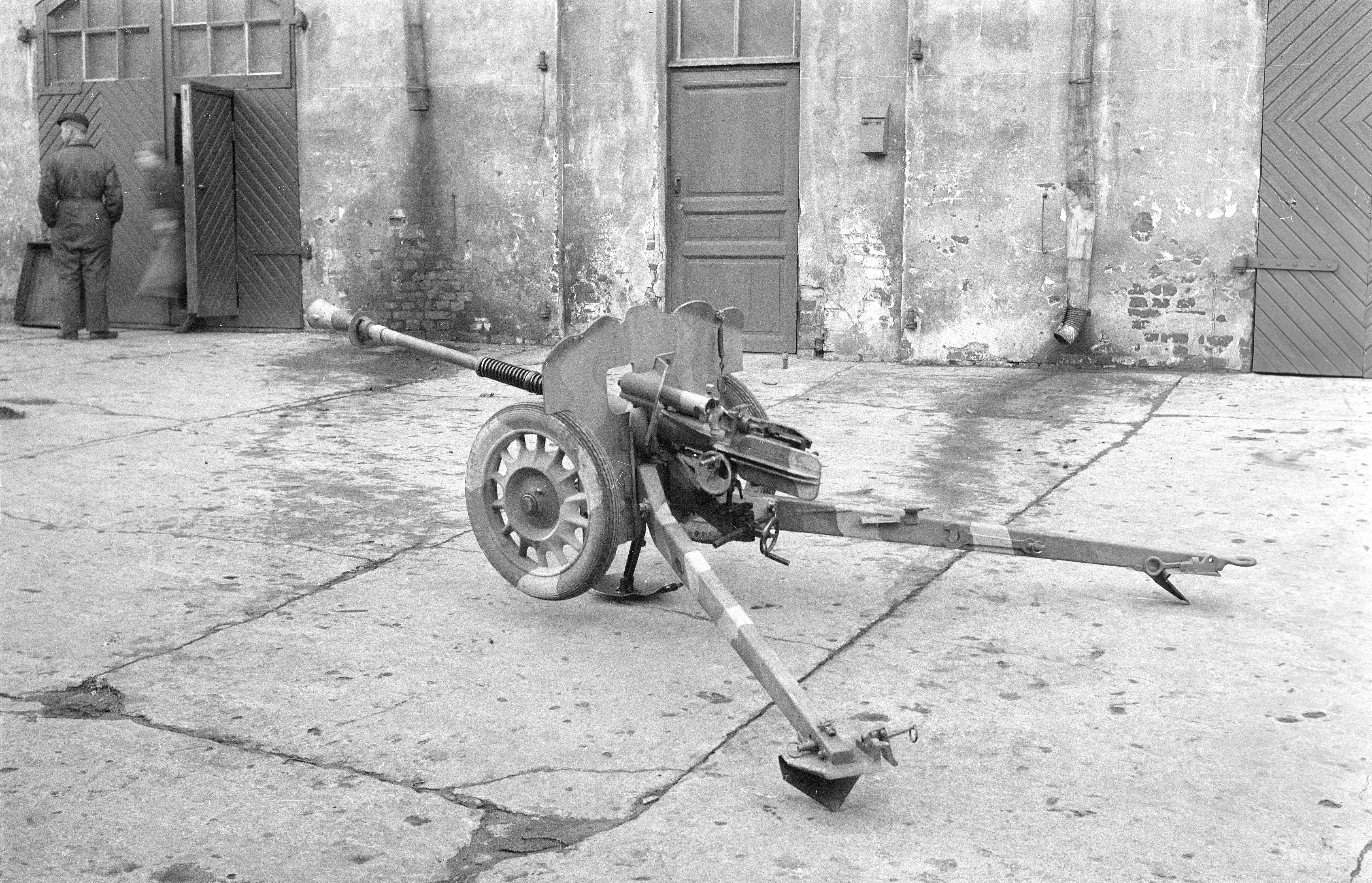
финская 25 PstK/37

Орудие оснащалось снарядами всего двух типов: бронебойным (Cartouche de 25mm Mle1934 à balle perforante (AP)) и бронебойным трассирующим (Cartouche de 25mm Mle1934 à balle traçeuse perforante (APT)), отличающимися по сути, наличием трассёра у последнего, что обеспечивало корректировку огня, но повышало демаскировку орудия. Захваченные немцами снаряды именовались соответственно Pzgr 114(f), Pzgr 115(f) и Pzgr 116(f) (двое последних отличались только цветом трассёров).
Снаряд представлял собой стальную болванку, не имеющего разрывного заряда, в связи с чем, орудие представляло собой фактически крупное противотанковое ружьё на лафете и было неэффективным против пехоты. Масса снаряда составляла 317 г. (в трассирующем — 320 г.), длина — 109 мм. Заряд пороха, массой 137 г., размещался в объёмистой гильзе длиной 145 мм, обеспечивал снаряду начальную скорость 918 м/с.
Бронепробиваемость при угле встречи 30° составляла 36 мм на дистанции 100 м, 32 мм — на 300 м, 29 мм — на 500 м и 22 мм — на 1000 м; При угле встречи 60° 35 — на 100 м, 29 — на 500 м, 20 — на 1000 м.
Основным недостатком орудия стала его механизированная буксировка. Практика использования последней показала, что конструкция пушки слишком хрупкая, из-за чего происходили частые поломки прицельных приспособлений и других узлов. В итоге скорость буксировки была ограничена 15 км/ч по пересечённой местности и 30 км/ч — по шоссе. В качестве решения данной проблемы, для орудия был разработан специальный прицеп с подрессоренным колёсным ходом, на который закатывалось орудие для буксировки за тягачом. Альтернативным способом являлась перевозка пушки в кузове тягача, благо небольшая масса позволяла осуществлять погрузку без применения специализированных средств.
В связи с задержкой поставок в войска более современных (и мощных) противотанковых систем canon 47 mm S.A. Mle 1937, в 1939 году была разработана модификация Canon 25 mm S.A. Mle 1934 modifie 1939, отличавшаяся более прочным лафетом, позволившим снять ограничения по скорости буксировки. Французская армия заказала 1200 таких пушек, поставки которых должны были начаться в июне 1940 года.

## Производство
До 1 мая 1940 года изготовили:
- canon de 25 mm S.A. Mle 1934 — 4225 шт.;
- canon de 25 mm S.A.-L Mle 1937 — 1285 шт.

## Боевое применение

### Во французской армии
На момент начала Второй мировой войны эта пушка была основным средством французской пехоты для борьбы с танками. В мае 1940 года насчитывалось около 6000 таких пушек, хотя получили их не все части.
Согласно штатному расписанию, каждая пехотная дивизия располагала 52 такими орудиями: по 12 в каждом из трёх пехотных полков (в том числе по 2 в каждом из трёх батальонов и 6 — в полковой противотанковой роте), 12 — в дивизионной противотанковой роте, 4 — в разведывательной группе. Ещё 8 47-мм Mle1937 или 75-мм Mle1897/33 имелось в противотанковом дивизионе, защищавшем артиллерийский полк дивизии. Тем не менее, штат французской пехотной дивизии по противотанковым орудиям значительно уступал немецкой дивизии, в которой согласно штату имелось 75 37-мм противотанковых пушек Pak 35/36.
Лёгкая механизированная дивизия располагала 24 такими орудиями (по 12 в моторизованном полку драгун и противотанковом дивизионе); Лёгкая кавалерийская дивизия располагала 28 такими пушками (8 — в полку драгун, по 4 — в двух кавалерийских полках, 12 — в противотанковом дивизионе); Танковая дивизия располагала 12 противотанковыми пушками; Разведывательные группы армейских корпусов имели по 4 орудия.
В ходе боевых действий во время Французской кампании 1940 года выявилась недостаточная эффективность снарядов против немецких танков, особенно при стрельбе с больших дистанций. Однако, против бронеавтомобилей и других легкобронированных целей поражающей мощности вполне хватало.
Войсками Свободной Франции несколько орудий применялось в боях в Северной Африке.

### В армиях других стран

#### США
Первой из иностранных армий французскую 25-мм противотанковую пушку получила Армия США, закупив в 1935 году несколько экземпляров для испытаний.

#### Великобритания

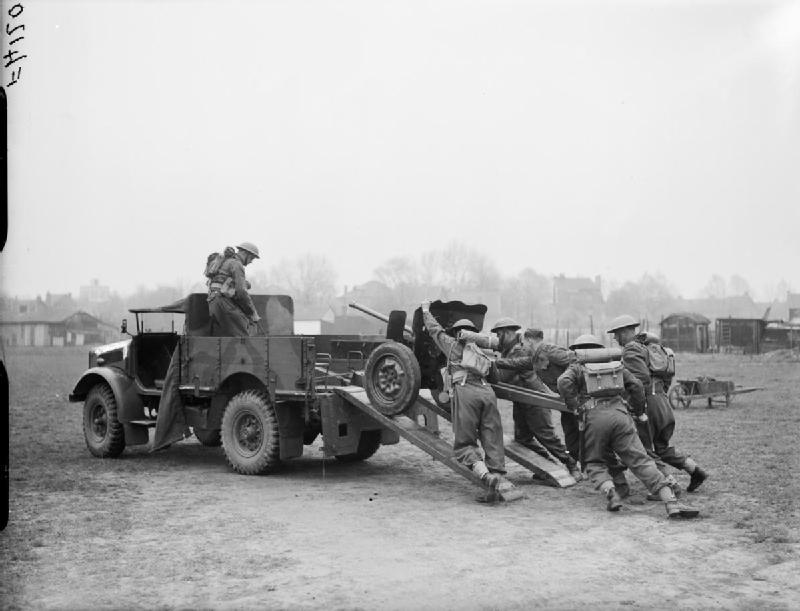
Расчёт пушки Hotchkiss 25mm anti-tank gun из состава Британского Экспедиционного корпуса закатывает её в кузов грузовика Bedford. Район Па-де-Кале, апрель 1940

Британский экспедиционный корпус, которому после высадки во Франции в 1939 году недоставало противотанковых QF 2 pounder, французы передали 220 пушек, в обмен на противотанковые ружья Boys. Британцы использовали французскую 25-мм пушку под обозначениями: Anti-Tank Gun, 25 mm. Hotchkiss, Mark I on 25 mm. Carriage, Mark I.
При попытках буксировать её на механической тяге, явно выявилась слабость отдельных деталей, что привело к необходимости перевозить пушку непосредственно в кузове грузовика — первый случай подобного рода штатной перевозки орудий в британской армии.
Помимо Франции, британцы использовали пушку в ходе Норвежской кампании, в ходе которой орудию довелось добиться некоторых успехов. В частности, 23 апреля 1940 года у города Андалснес, стреляя с дистанции около 400 м, артиллеристы сумели обездвижить тяжёлый немецкий танк Nb.Fz., повредив его ходовую часть.
Не меньше 98 25-мм пушек было потеряно англичанами во Франции. После поражения Франции в их руках осталось очень немного 25-мм противотанковых пушек, в основном тех, что удалось эвакуировать из Норвегии. Они использовались в учебных целях до полного расходования боеприпасов. Налаживание специального выпуска 25-мм снарядов было признано нецелесообразным ввиду малого количества орудий и их малой боевой ценности.
Также пушка состояла на вооружении противотанковых рот польских частей во Франции, в частности, 1-й гренадёрской и 2-й пехотной дивизий, отдельных бригад Подхалянских и Карпатских стрелков, а также 10-й бригады бронекавалерии.

#### Третий Рейх

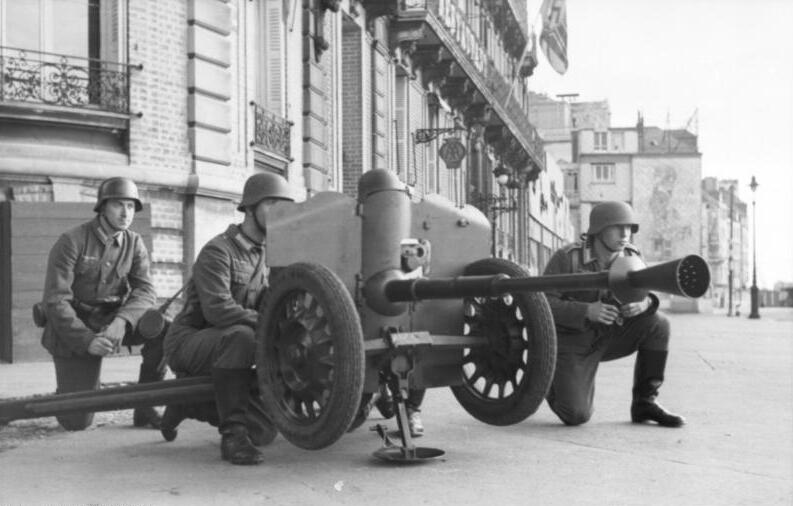
Солдаты Вермахта у орудия 2,5-cm-PaK 113(f) (французской 25-мм пушки modèle 1937.

Захваченные германскими войсками орудия именовались в Вермахте: mle 1934 — Pak 112(f) и mle 1937 — 2,5 cm Pak 113(f). Эти пушки никогда не использовались в первой линии. Часть их была установлена в укреплениях Атлантического вала и Нормандских островов. Тем не менее известны далеко не единичные находки снарядов этих пушек на западе и северо-западе Клинского района в ноябре и декабре 41 года соответственно.

#### Италия
Некоторое количество досталось в Северной Африке итальянцам, применявших их под обозначением cannone da 25/72 наряду с противотанковыми ружьями Solothurn S18-100.

#### Финляндия

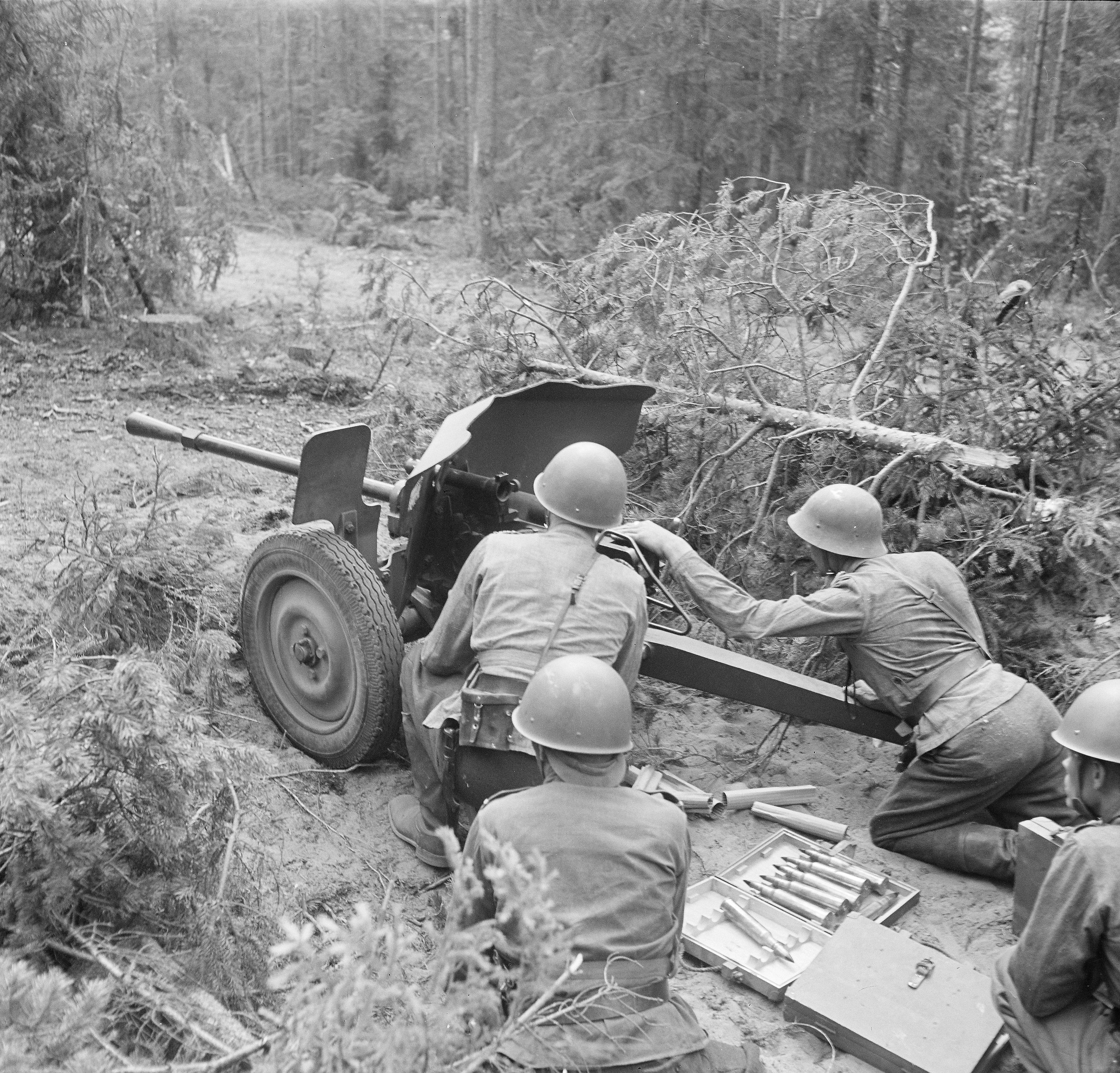
Финская 25 PstK/34 в бою. 25 июня 1941 года

Во время Зимней войны финскому полковнику Аладаруу Паасонсу было поручено закупить 300 противотанковых орудий и 300 000 снарядов к ним. Ему удалось договориться о поставке лишь 50 25-мм пушек обр.1937, однако, на февраль 1940 года Финляндия успела получить через Норвегию лишь 40 из них. Остальные 10 стали трофеями немцев во время захвата Норвегии весной того же года. Примерно половина из полученных пушек активно использовалась финнами, 3 было потеряны в боях.
В конце 1940 года Германия продала Финляндии 200 пушек (133 — mle 34 и 67 — mle 37), из числа захваченных в ходе Французской кампании. Данные пушки прибыли в Финляндию 10 декабря 1940 года на борту парохода Hohenhörn. В финской армии орудия mle 34 и mle 37 назывались соответственно 25 PstK/34 (Panssarintorjuntakanuuna) и 25 PstK/37. В Финляндии у орудия имелось и прозвище — Марианна.
С началом войны-продолжения большая часть пушек попала во фронтовые части. Однако низкая бронепробиваемость и невозможность использования в других целях сделали их устаревшими и уже в начале 1942 года их начали выводить с линии фронта. К 1943 году они все были выведены из передовых частей.
После войны пушки оставались на складах до 1959 года, пока не были признаны полностью устаревшими. В следующем году, все 225 оставшихся орудий были проданы.

#### Королевство Румыния
Некоторое количество пушек

## Варианты и модификации
- Canon de 25 mm S.A. Mle 1934 — основной вариант
- Canon de 25 mm AC modèle 1934 — крепостной вариант, предназначенный для установки на линии Мажино. 25-мм пушка применялась в составе спаренных либо строенных установок т. н. смешанного оружия (JM, Jumelage de mitrailleuses Reibel)[8]
- SA 35 или APX SA-L 35 — укороченный образец пушки для лёгких танков и бронеавтомобилей, разработанный фирмой «APX» (Пюто) в 1935 году. Патрон Cartouche de 25mm Mle1934 a balle perforante (с усиленным зарядом) — в германской службе Pzgr 122(f) 25x194R мм. Вес снаряда 0.32 кг (сталь/вольфрам). Длина снаряда 109 мм. Начальная скорость 950 м/с (метательный заряд 148 грамм — больше пороха, чтобы компенсировать более короткую длину ствола). Бронепробиваемость: 40 мм/0° с 500 м; 32 мм/35° с 200 м. Устанавливалась на лёгких танках и бронеавтомобилях, например Panhard 178.[9]
- Canon de 25 mm S.A. Mle 1937 или APX S-AL 37 — вариант пехотной пушки от фирмы «APX» с облегчённым лафетом. Несколько экземпляров использовалось в румынской армии.[10].

## Характеристики
(указаны для модификации SA-L 1937)
- Калибр : 25 мм
- Вес снаряда : 0,32 кг
- Дальность стрельбы: 1800 м
- Вес снаряжённой: 496 кг
- Длина ствола : 1,8 м
- Угол вертикальной наводки : −5° — 21°
- Бронепробиваемость :40 мм с 400 м.
- Начальная скорость снаряда : 918 м/сек[11]